# Acryptolaria gemini
Acryptolaria gemini is een hydroïdpoliep uit de familie Lafoeidae. De poliep komt uit het geslacht Acryptolaria. Acryptolaria gemini werd in 2010 voor het eerst wetenschappelijk beschreven door Peña Cantero & Vervoort. 